# 马里奥·塞德尔
马里奥·塞德尔（德語：Mario Seidl，1992年12月8日—），奥地利男子北欧两项运动员。他曾代表奥地利参加2018年和2022年冬季奥林匹克运动会北欧两项比赛，其中2018年冬季奥运会获得一枚铜牌。